# Regierung Watson

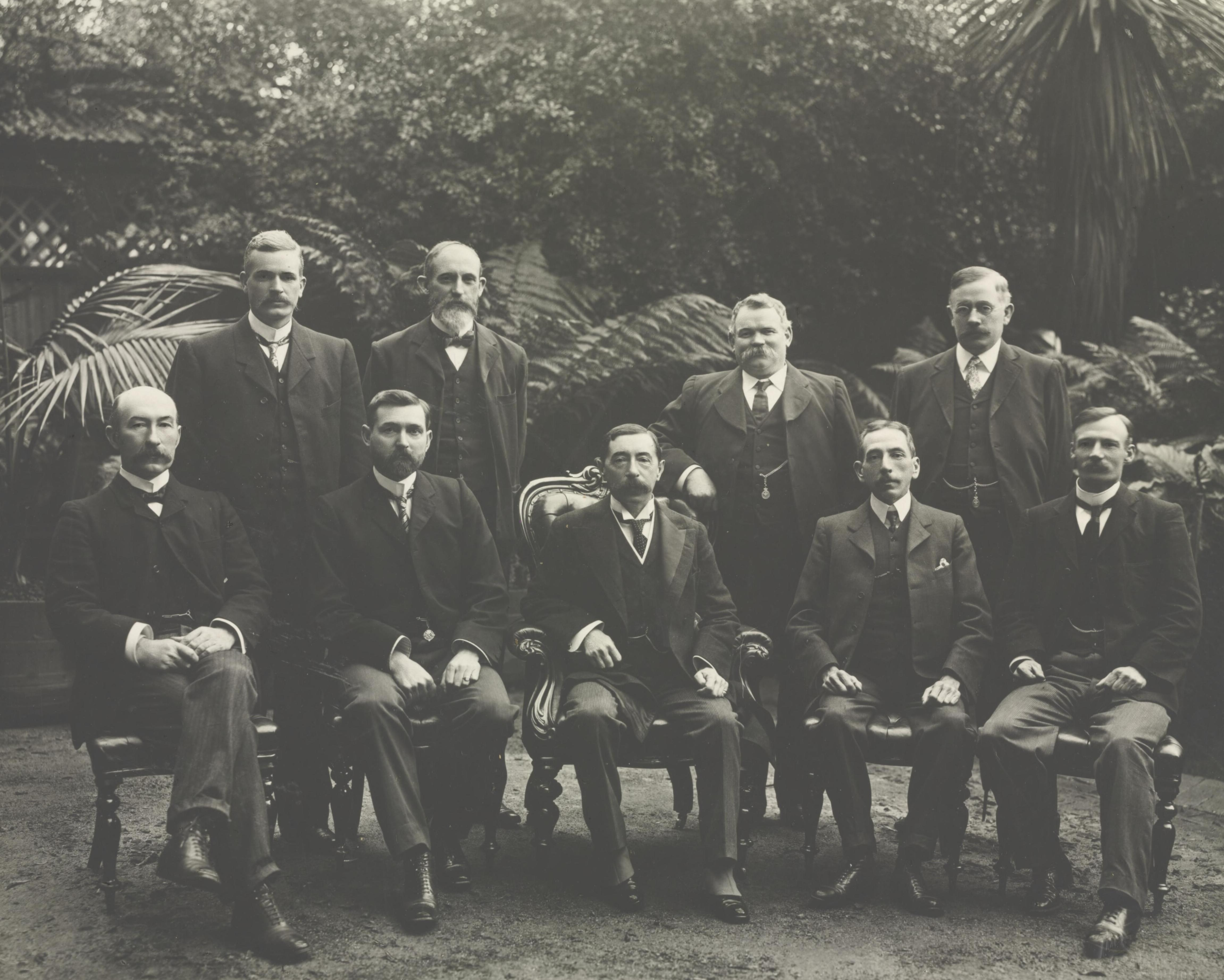
Die Regierung Watson: hinten (von links) Fisher, Dawson, McGregor, Mahon; vorn (von links) Higgins, Watson, Lord Northcote, Hughes, Batchelor

Die Regierung Watson war die dritte Regierung des Commonwealth of Australia. Sie amtierte vom 27. April 1904 bis zum 17. August 1904. Sie war die erste australische Regierung unter Führung der Labor Party.
Nachdem die von Alfred Deakin geführte Minderheitsregierung der Protectionist Party, bei der Abstimmung zur conciliation and arbitration bill (eine Schlichtung und Schiedsgerichtsbarkeit in Arbeitsfragen), die Unterstützung der Labor Party verlor, reichte Deakin seinen Rücktritt ein und bat den Generalgouverneur Lord Northcote, den Vorsitzenden der Labor Partei, Chris Watson, mit der Bildung der neuen Regierung zu beauftragen.
Die Regierung Watson bestand – mit Ausnahme des Generalstaatsanwalts Higgins, der der Protectionist Party angehörte – nur aus Mitgliedern der Labour Party, die mit 22 von 75 Sitzen nur drittstärkste Fraktion im Repräsentantenhaus stellte. Sie war auf die parlamentarische Unterstützung der Protectionist Party angewiesen, die als stärkste Partei 26 Abgeordnete stellte. Auch diese Regierung scheiterte, wie schon ihre Vorgängerregierung an einem Dissens über dieconciliation and arbitration bill. Ihr folgte eine Koalitionsregierung von Free Trade Party und Protectionist Party unter Premierminister George Reid.

## Ministerliste
| Amt                                 | Minister              | Amtszeit                         | Bild |
| ----------------------------------- | --------------------- | -------------------------------- | ---- |
| Premierminister und Schatzminister  | Chris Watson          | 27. April 1904 – 17. August 1904 |      |
| Außenminister                       | Billy Hughes          | 27. April 1904 – 17. August 1904 |      |
| Generalstaatsanwalt                 | Henry Bournes Higgins | 27. April 1904 – 17. August 1904 |      |
| Innenminister                       | Lee Batchelor         | 27. April 1904 – 17. August 1904 |      |
| Minister für Handel und Zölle       | Andrew Fisher         | 27. April 1904 – 17. August 1904 |      |
| Verteidigungsminister               | Anderson Dawson       | 27. April 1904 – 17. August 1904 |      |
| Generalpostmeister                  | Hugh Mahon            | 27. April 1904 – 17. August 1904 |      |
| Vizepräsident des Executive Council | Gregor McGregor       | 27. April 1904 – 17. August 1904 |      |